# Lotte van Beek
Lotte van Beek (Zwolle, 9 dicembre 1991) è una pattinatrice di velocità su ghiaccio olandese, campionessa olimpica dell'inseguimento a squadre ai Giochi di Soči 2014.

## Palmarès

### Olimpiadi
- 3 medaglie:
  - 1 oro (inseguimento a squadre a Soči 2014);
  - 1 argento (inseguimento a squadre a Pyeongchang 2018);
  - 1 bronzo (1500 m a Soči 2014).

### Campionati mondiali su distanza singola
- 1 medaglia:
  - 1 argento (1500 m a Soči 2013).

### Campionati europei
- 2 medaglie:
  - 2 ori (1500m e Inseguimento a squadre a Kolomna 2018);